# Sinployea
Sinployea is een geslacht van weekdieren uit de klasse van de Gastropoda (slakken).

## Soorten
- Sinployea andrewi Solem, 1983
- Sinployea atiensis (Pease, 1870)
- Sinployea conica (Odhner, 1922)
- Sinployea muri Brook, 2010
- Sinployea nissani (Dell, 1955)
- Sinployea peasei Solem, 1983
- Sinployea rudis (Garrett, 1872)
- Sinployea tenuicostata (Garrett, 1872)
- Sinployea titikaveka Brook, 2010
- Sinployea tupapa Brook, 2010